# بیگز (کالیفرنیا)
بیگز (به انگلیسی: Biggs) شهری در شهرستان بوت ایالت کالیفرنیا است که در سرشماری سال ۲۰۱۰ میلادی، ۱۷۰۷ نفر جمعیت داشته است.